# Мухаммед-Булак
Мухаммед-Булак або Бюлек (*д/н — 1380) — хан Золотої Орди в 1370—1372, 1375, 1377—1380 роках. Повне ім'я Гіяс ад-Дін Мухаммед-Булак-хан. Також відомий як Мухаммад-хан. В північноруський літописах подається як Тюляк-хан.

## Життєпис
Походив з династії Чингізидів. Син Абдулах-хана, що декілька разів посідав трон Золотої Орди. Після смерті батька близько 1370 року стає новим правителем Орди. Регентство здійснювала його мати тулунбек-ханум. Проте фактичну владу мав темнік Мамай. У 1371 роцы на деякий час втратив Новий Сарай, який захопив володар Хаджи-Тархану Черкес-хан.
У 1372 році був вигнаний зі столиці Сарай-Берке Урус-ханом, правителем Синьої Орди. Мухаммед-Булак знайшов порятунок в Криму. Протягом 2 років хан вів боротьбу проти Урус-хана та Черкес-хана. Зрештою Урус-хан відступив до Білої орди, але Сарай-Берке захопив Черкес-хан. Його вдалося здолати лише на початку 1375 року. Але вже у червні 1375 року Мухаммед-Булак зазнав поразки від Урус-хана, який знову захопив столицю Орди. Але вже через місяць Мамай відвоював її, посадивши втретє на трон Мухаммеда-Булака.
Наприкінці 1375 року Сарай-Берке захоплює Каганбек. Згодом разом з Мамаєм вів боротьбу проти нього. Втім, так й не зумів відвоювати столицю держави. Зрештою у 1377 році став ханом у так званій Мамаєвій орді (південно-західні області Золотої Орди, між Волгою та Доном). Можливо, його ставка розташовувалася в Криму. Мухаммед-Булак розділив владу з іншим ставлеником Мамая — Араб-шахом. 
Мухаммед-Булак загинув у битві на Куликовому полі 1380 року, керуючи передовими частинами війська Орди.